# Perdasdefogu
Perdasdefogu (sardinski: Foghèsu) je grad i općina (comune) u pokrajini Nuoru u regiji Sardiniji, Italija. Nalazi se na nadmorskoj visini od 600 metara i ima 1 937 stanovnika.
 Prostire se na 77,75 km². Gustoća naseljenosti je 25 st/km².
Susjedne općine su: Ballao, Escalaplano, Seui, Ulassai i Villaputzu.